# Kostanajská oblast
Kostanajská oblast (kazašsky Қостанай облысы, rusky Костанайская область) je oblast na severu Kazachstánu v povodí horního toku řeky Tobol. Byla založena v r 1936 v rámci Kazašské SSR pod jménem Kustanajská oblast. V letech 1962-64 byla součástí Celinného kraje. V roce 1996 byla přejmenována na Kostanajskou oblast. Má rozlohu 196 000 km². Má 908 000 (2005) obyvatel a nachází se v ní 4 města a 12 sídel městského typu. Je rozdělena na 12 administrativních okresů. Hlavním městem je Kostanaj.

## Poloha
Oblast hraničí se čtyřmi oblastmi Kazachstánu (Aktobskou na jihozápadě, Karagandskou na jihovýchodě, Akmolskou na východě a Severokazachstánskou na severovýchodě) a třemi oblastmi Ruska (Orenburskou na západě, Čeljabinskou na severozápadě a Kurganskou na severu).
Oblast leží v Zauralí ve stepní zóně. Velká část oblasti se nachází na Turgajské a Zauralské planině s prudkými svahy a roklemi, které se střídají s úžlabinami a širokými dolinami. Největší z nich jsou Turgajská úžlabina protáhnutá ze severu na jih podél řeky Ubagan a řetězu jezer a západněji hluboko zařezaná dolina řeky Tobol. Severozápadní část oblasti zaujímají roviny a výběžky předhůří Uralu. Na severovýchod se sklání Předturgajská rovina (jihozápadní část Západosibiřské roviny) s nadmořskými výškami 120 až 150 m s plochým reliéfem a množstvím mělkých jezer.

## Nerostné bohatství
Nachází se zde nerostné bohatství, především železná ruda (těžba magnetických rud – Sokolovskoe Sabraiskoe a Kačarskoe a hnědých oolitových rud – Ajatská železnorudná oblast a Lisakovské naleziště). Dále se zde těží bauxit (Hornotobolská a Uoaganská bauxitová oblast), nikl a titan. Velké jsou rovněž zásoby nerudných nerostů azbestu (Džetygara) a hnědého uhlí (jezero Kušmurun).

## Klima
Klima je ryze kontinentální s horkým, suchým létem a chladnou zimou s malým množstvím sněhu. Průměrná teplota v červenci 18 až 19 °С na severu a 21 až 22 °С na jihu a v lednu -18 až -19 °С na severu a -17 °С na jihu. Charakteristické jsou silné větry s vysokou teplotou vzduchu (suchověje - суховеи) a pylové bouře, v zimě chumelenice. Množství srážek za rok je 300 až 350 mm na severu a 240 až 280 mm na jihu s maximem v létě a prudkým kolísáním během roku.

## Vodní zdroje
Říční síť je řídká. Jediná významná řeka je Tobol (povodí Obu), která teče z výběžků jižního Uralu. Levé přítoky na území oblasti jsou Syntasty, Ajat a Uj (po hranici s Kurganskou oblastí Ruska) a pravý přítok je Ubagan. Hladiny všech řek na jaře prudce stoupají (90 až 95 % ročního průtoku) a v létě klesají a některé části řek se rozpadají na oddělené tůně. K zadržení povodňové vody byly postaveny přehrady a hráze. Nachází se zde v kotlinách mnoho jezer jak sladkovodních (Alabota, Kojbagar, Sarykol, Bozšakol, Teniz), tak slaných (Aksuat, Kušmurun, Žaksy-Alakol, Sarymoin, Sarykopa), ve kterých je hodně vody na jaře a v létě téměř vysychají.

## Půdy a flóra
V severní části jsou černozemě (40 % rozlohy), které jsou částečně pokryté kavylo-travnatým stepním porostem. Ten se na severu střídá s lesostepí s břízami, osikami a borovými háji. Na jihu jsou kaštanové půdy a nevelké borové háje na písčitých půdách (Naurzumská stepní rezervace, Amankaragajský bor). V okolích řek jsou luční a keřovité porosty a na březích jezer rákosí. Lesem je pokrytá plocha 143 000 ha.

## Fauna
Vyskytuje se zde vlci, lišky, srny, jezevci, zajíci polní a sněžní mající průmyslový význam a malí hlodavci. Z ptáků jsou to ve stepi skřivani a jeřábi v křoví a hájích tetřevi, datli, bělokuři, koroptve, sýkorky a mnoho vodních ptáků na jezerech.